# Propofol-Infusionssyndrom
Das Propofol-Infusionssyndrom (PRIS) ist ein sehr seltener Symptomenkomplex schwerer unerwünschter Arzneimittelwirkungen, die infolge intravenöser Anwendung des Narkotikums Propofol auftreten können. Neben der Einleitung und Aufrechterhaltung einer Narkose in der Anästhesie ist Propofol als Sedativum auch in der Intensivmedizin weit verbreitet, wobei in der modernen Intensivmedizin die Dosierung und die Dauer der Sedierung möglichst gering gehalten werden. Das Propofolinfusionssyndrom ist unter anderem gekennzeichnet durch Störungen des Herz-Kreislauf-Systems, Rhabdomyolyse und Laktatazidose.

## Häufigkeit
Das Propofol-Infusionssyndrom ist eine sehr seltene, lebensbedrohliche Komplikation der Narkose mit Propofol. Bis 2004 wurden insgesamt 45 Fälle veröffentlicht. Die Inzidenz liegt einer prospektiven Studie zufolge bei erwachsenen Intensivpatienten, die mit Propofol mindestens 24 Stunden behandelt wurden, bei 1,1 Prozent, und die Letalitätsrate bei 18 %.
Vor allem unter Langzeitinfusion von Propofol oder unter sehr hohen Dosierungen kann ein Propofol-Infusionssyndrom auftreten. Die Komplikation wurde jedoch auch schon bei einer etwa 5 Stunden dauernden Propofol-Narkose beschrieben. Kinder sind besonders gefährdet, ein solches Syndrom zu entwickeln.

## Entstehung
Die Entstehung des Propofolinfusionssyndroms ist nicht in den Einzelheiten geklärt. Es spielen mehrere Faktoren eine Rolle, wobei wahrscheinlich ein gestörter Fettsäurestoffwechsel mit Entkopplung von der Atmungskette die Hauptursache ist. Hochdosierte und langandauernde Propofolinfusionen begünstigen die Entwicklung eines PRIS. Dabei ist unklar, ob die mittlere Dosierung oder ob kurzfristig sehr hohe Dosierungen die Entwicklung begünstigen.

## Klinisches Erscheinungsbild
Im Rahmen eines Propofol-Infusionssyndroms kommt es meist zu Herzinsuffizienz und zu Herzrhythmusstörungen sowie zu einer metabolischen Azidose. Zudem kommt es relativ häufig zu einer Rhabdomyolyse und zu einer akuten Niereninsuffizienz oder einem akuten Nierenversagen, seltener zu einer Hypertriglyceridämie.
Bei den Herzrhythmusstörungen sind Brugada-ähnliche Veränderungen im EKG typisch. Des Weiteren kann es zu atrioventrikulären Blockierungen, Verbreiterungen des QRS-Komplexes und Bradykardien kommen. Letztere können zur Asystolie führen.
Die metabolische Azidose wird durch eine Laktatazidose und die Folgen der Niereninsuffizienz verursacht. Die Schädigung des Herzmuskels kann sich durch Anstiege der Herzenzyme zeigen. Bei Rhabdomyolyse steigen die Kreatinkinase und das Myoglobin im Serum an und es ist Myoglobin im Urin (Myoglobinurie) nachweisbar. Die Niereninsuffizienz wird wahrscheinlich durch das erhöhte Myoglobin verursacht.

## Therapie
Die wichtigste Maßnahme bei Vorliegen eines Propofolinfusionssyndroms ist der sofortige Abbruch der Sedierung mit Propofol und der Umstieg auf ein anderes Sedativum. Auch bei einer Erholung bzw. Verbesserung der Symptomatik nach Absetzen des Propofols wird eine erneute Anwendung nicht empfohlen, da insbesondere nach Langzeitanwendung eine Kumulation sowie eine Umverteilung von Propofol vermutet wird. Letzteres kann zu einer deutlich längeren Beeinflussung des Stoffwechsels führen, als dies bei der kurzen Halbwertzeit von Propofol zu erwarten ist.
Darüber hinaus müssen gegebenenfalls unterstützende Maßnahmen getroffen werden. Dazu gehören die Gabe von Flüssigkeit und Katecholaminen zur Aufrechterhaltung eines ausreichend hohen Blutdrucks, die Behandlung der Bradykardie – wenn medikamentös nicht ausreichend eventuell durch Schrittmacherstimulation – sowie ein Ausgleich der metabolischen Azidose. Auch der Einsatz eines Nierenersatzverfahrens (Hämofiltration oder Hämodialyse) sollte frühzeitig in Erwägung gezogen werden, da schwer verlaufende Fälle beschrieben wurden, bei denen diese Therapieoption nicht mehr angesprochen hat. Insbesondere die kontinuierliche Hämofiltration führt häufig zu einer raschen Besserung der Symptomatik, möglicherweise weil ein vermuteter Metabolit des Propofols dialysierbar ist. Auch eine ausreichende Zufuhr an Nahrungsenergie in Form von Kohlenhydraten wird unter dem Aspekt der vermuteten Fettsäureoxidationsstörung empfohlen.